# Гидроксилизин
Гидроксилизин (5-гидрокси-L-лизин) — нестандартная аминокислота, входящая в состав белка коллагена и в некоторые гликопротеины.

## Функции и особенности синтеза
В организме гидроксилизин образуется из лизина под воздействием фермента лизилгидроксилазы.
Дефицит гидроксилизина считают причиной синдрома Элерса-Данлоса типа 6. Пониженный синтез гидроксилизина, связан, как правило, с низкой активности лизилгидроксилазы.
Другое заболевание, связанное с дефицитом гидроксилизина — латиризм. Оно возникает из-за воздействия ингибитора β-аминопропионитрила (BAPN).